# Epizoanthus induratum
Epizoanthus induratum är en korallart som beskrevs av Cutress och Pequenat 1960. Epizoanthus induratum ingår i släktet Epizoanthus och familjen Epizoanthidae. Inga underarter finns listade i Catalogue of Life.